# كعك العيد

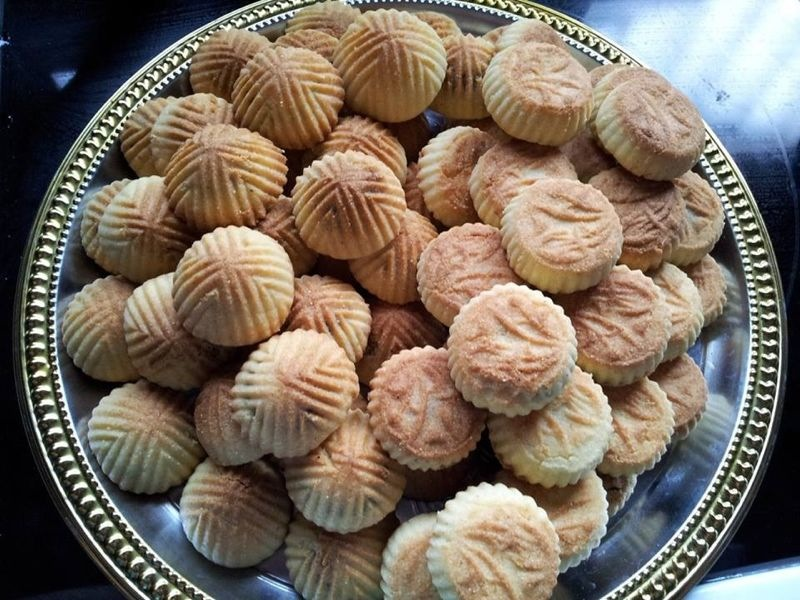
كعك العيد الأردني

كعك العيد، أو الكحك في مصر، هو الكعك الذي يُصنَّع في عيد الفطر. تعود هذه العادة إلى العهد المصري القديم حيث كان يُعَد الكعك على أشكال دائرية وتُقَدَّم في الأعياد أو عند زيارة الموتى والقبور.كما يعد كعك العيد من مظاهر الفرح والاحتفال عند المصريين. يطلق عليه أيضا كعك العيد في بلدان أخرى (كالجزائر).

## علم أصول الكلمات
تأتي كلمة كحك من الكلمة القبطية ⲕⲁⲏⲕ.[إخفاق التحقق]

## طريقة التحضير
يحضّر كعك العيد من الدقيق، السمن، البايكنغ باودر، الحليب، المحلب، السمسم والملح.
تحتوي كل حصة (70غ تقريباً) على 181 سعرة حرارية.

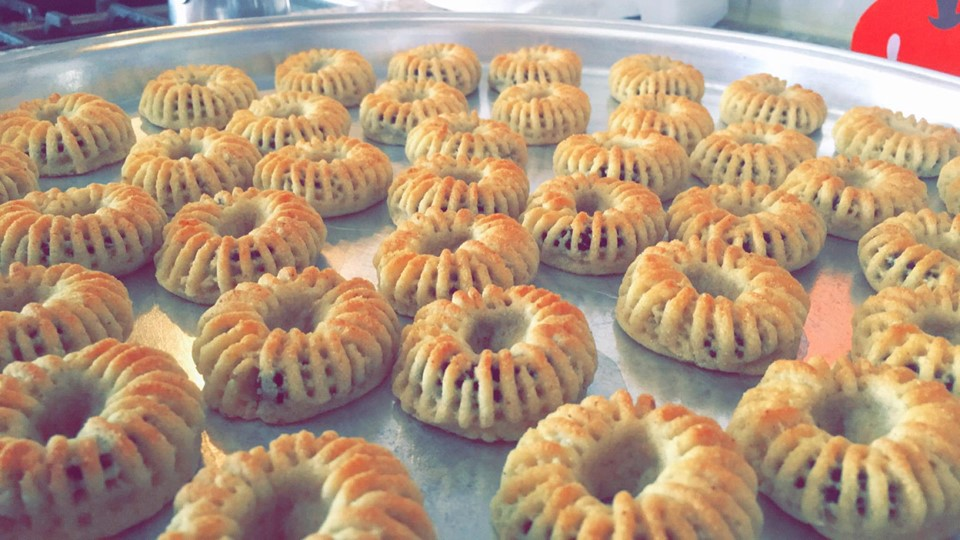
كعك سميد

## التاريخ

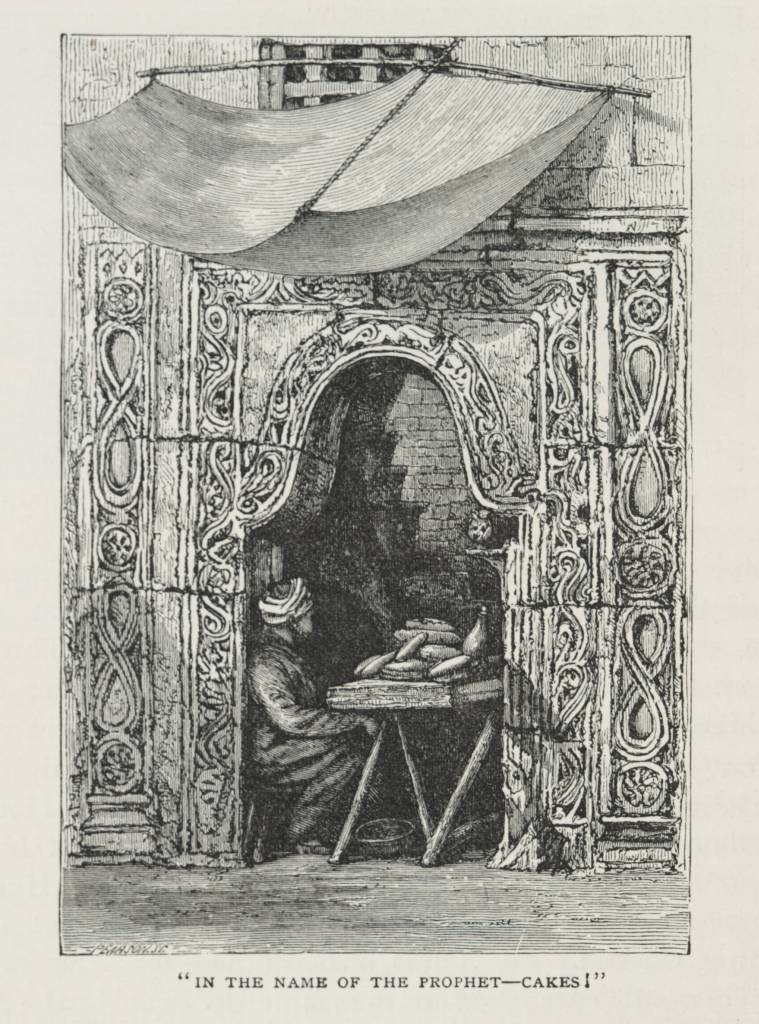
بائع كعك في مصر - 1890م

يعود الكحك المعاصر إلى الدولة الطولونية، فكانت تصنع في قوالب منقوشة عليها عبارة «كل واشكر». ولكن الكحك من أصل مصر قديمة: وجد علماء الآثار طريقة وصور الكحك منقوشة على جدران المعابد في الأقصر ومنف وفي القبر في هرم خوفو في الجيزة. آمن المصريون القديمون أنّ الكحك لديه هدف ديني وكذلك كان مختوم على الكحك في هذه العصر رمز الإله رع. وكان الوزير «أبو بمر المادرالي» مهتماً بصناعة الكعك في العيد، فكان يحشوه بالذهب. وفي العصر الفاطمي، كان الخليفة الفاطمي يخصص 20 ألف دينار لصناعة كعك العيد، فكانت بداية صناعته في شهر رجب إلى العيد.